# Docirava postochrea
Docirava postochrea là một loài bướm đêm trong họ Geometridae.